# Jen Vargas
Jenifer Vargas (Santo Domingo, 24 de octubre de 1993), conocida en el ámbito artístico como Jen Vargas, es una actriz, bailarina y coreógrafa dominicana.

## Biografía

### Inicios y carrera como bailarina
Nacida en 1993 en Santo Domingo, Vargas cursó algunos semestres de administración turística en la Universidad Católica Santo Domingo antes de enfocar su carrera en las artes. En 2008 se vinculó con la compañía de danza Núcleo Extremo.
Durante esta época compartió talleres de formación con figuras de la danza como Parris Goebel, Chase Benz, Brandon Barton, Karina Ortiz y Gee Alexander. En 2009 ganó junto con su grupo el certamen de baile del programa 9x9 Roberto, y dos años después consiguió el mismo logro en el programa Más Roberto, ambos presentados por Roberto Salcedo. También en 2009 participó como bailarina del musical The Michael Jackson Tribute. En 2011, 2013 y 2015 hizo parte del equipo de danza del evento Miss Mundo, y participó en la celebración de los Premios Casandra en sus ediciones de 2011 y 2012.
En 2012 se coronó campeona del certamen Reality Baila del show televisivo Aquí se habla español de la cadena Color Visión. Entre 2012 y 2016 integró el grupo de bailarinas del equipo profesional de béisbol dominicano Leones del Escogido. Entre 2013 y 2023 figuró en varias ediciones de los Premios Soberano.
Vinculada con el grupo de baile Da Republik, alcanzó la semifinal del concurso televisivo America's Got Talent en el año 2018 y logró en dos ocasiones el subcampeonato mundial del evento Hip Hop International.
Durante su carrera en la danza, ha participado en presentaciones en vivo de artistas como Cosculluela, Pitbull, Jeancarlos Canela, Luis Fonsi y Wilfrido Vargas. Ha figurado como bailarina o coreógrafa en videos musicales de Enrique Iglesias, Daddy Yankee, Zion & Lennox, Manny Cruz, Eddy Herrera, Ilegales, Mike Bahía y Ozuna.

### Carrera como actriz y actualidad
Como actriz ha participado en los filmes A ritmo de fe y Sanky Panky 2 (2013), Pueto pa' mi (2015), El brujo (2022) y Colao 2 (2023). También ha figurado en los musicales Camp Rock: The Musical (2012), In the Heights (2014 y 2022) y Hoy no me puedo levantar (2022).
En 2019 fundó la academia de baile Private Dance Studio, especializada en hip hop y baile contemporáneo. En 2021 presentó un espectáculo de fin de año con su elenco de estudiantes y el artista de música urbana Mark B en el Centro Olímpico Juan Pablo Duarte.

## Filmografía

### Cine
| Año  | Título        | Papel            |
| ---- | ------------- | ---------------- |
| 2013 | A ritmo de fe | Bailarina        |
| 2013 | Sanky Panky 2 | Bailarina        |
| 2015 | Pueto pa' mi  | Bailarina        |
| 2022 | El brujo      |                  |
| 2023 | Colao 2       | Maritza Pilonera |